# Krupuk

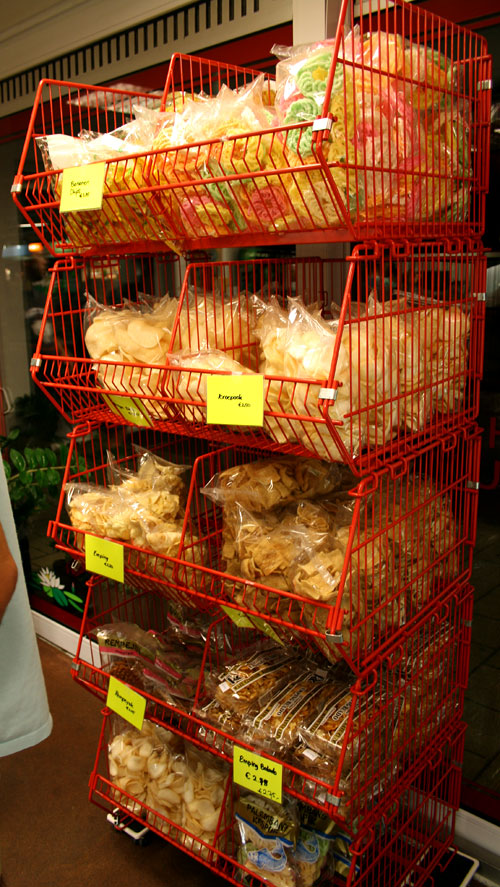
Différents types de krupuk vendus à Amsterdam.

Les krupuk, ou kroepoek (indonésien : kerupuk, prononciation : [kruːpuk]) sont une préparation culinaire de la cuisine asiatique et sont traditionnellement consommées en Asie du Sud-Est : en Indonésie, en Malaisie, dans le sud de la Chine ou encore au Viêt Nam, où on les nomme bánh phồng tôm.
Les chips de crevettes sont sûrement les krupuk les plus connus en France, mais il en existe d'autres variétés.

## Types dekrupuk
Il existe de nombreuses variétés de krupuk dans les cuisines asiatiques, basées sur :
- des fruits de mer (notamment les chips de crevettes, fréquemment servies en apéritif dans les restaurants asiatiques en France et en Belgique),
- des fruits,
- des noix (noix de Gnetum gnemon, par exemple),
- des légumes divers (sagou, etc.).

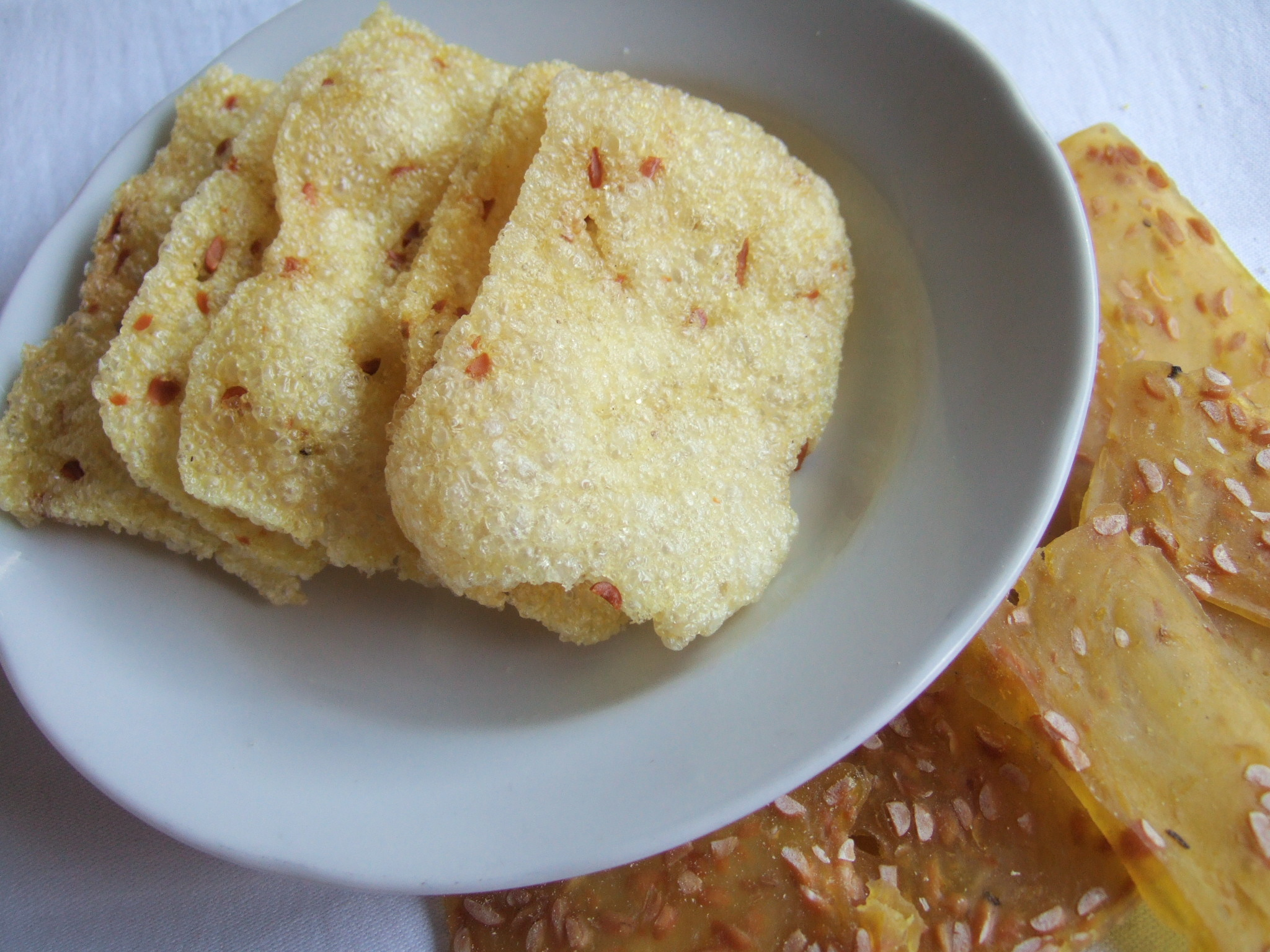
Krupuk de tempeh.
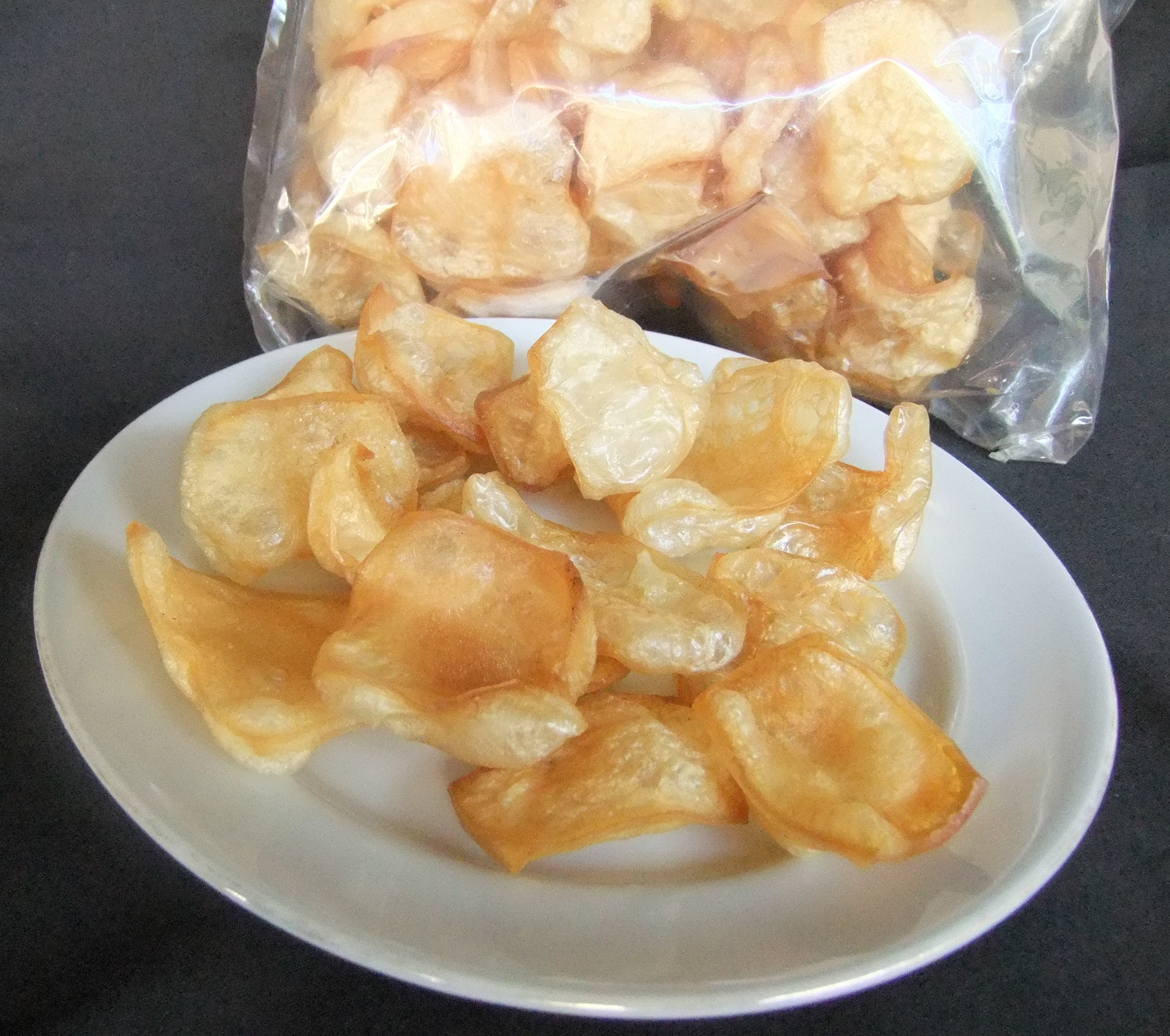
Krupuk de couenne.
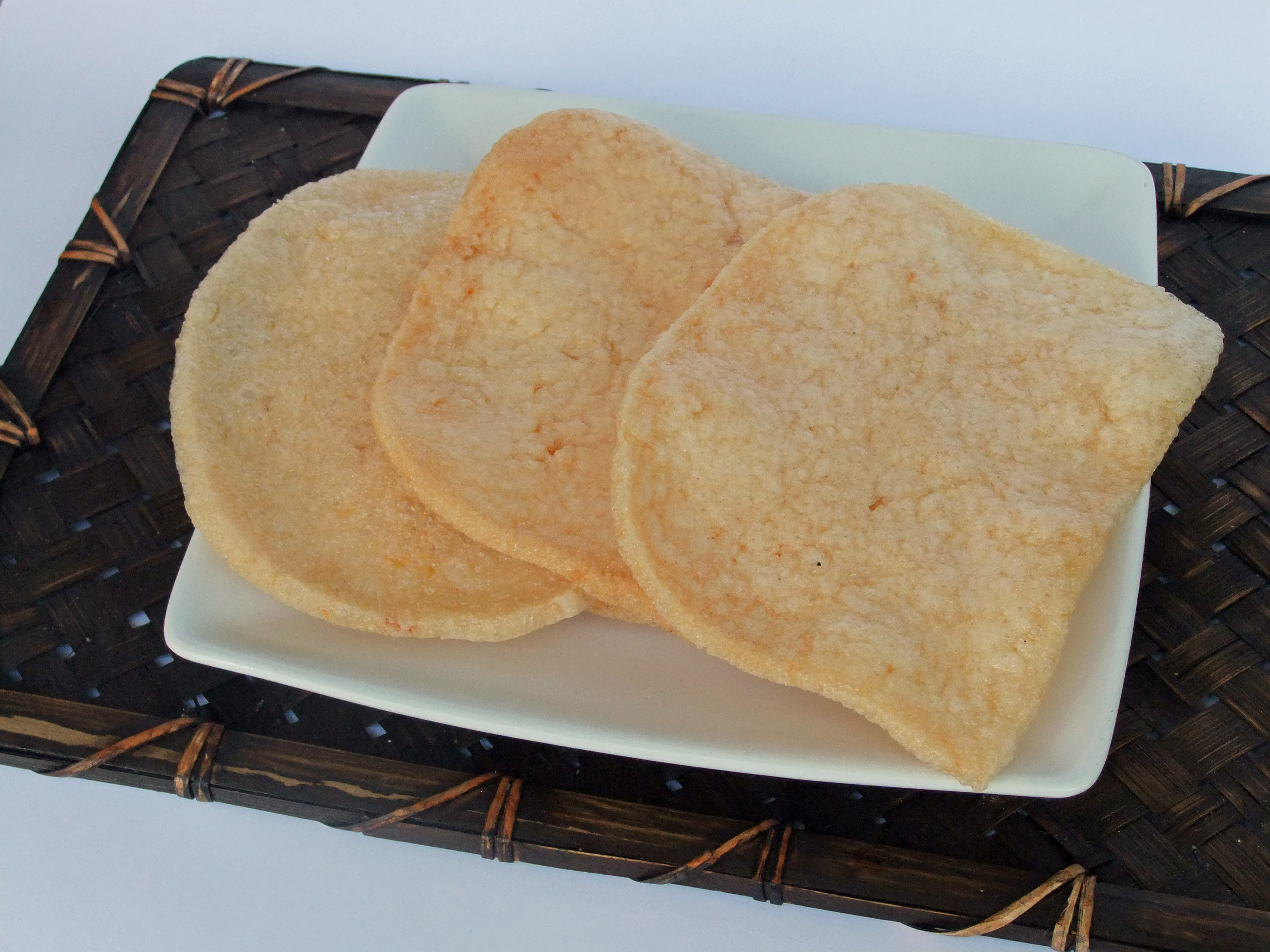
Krupuk de crevette.
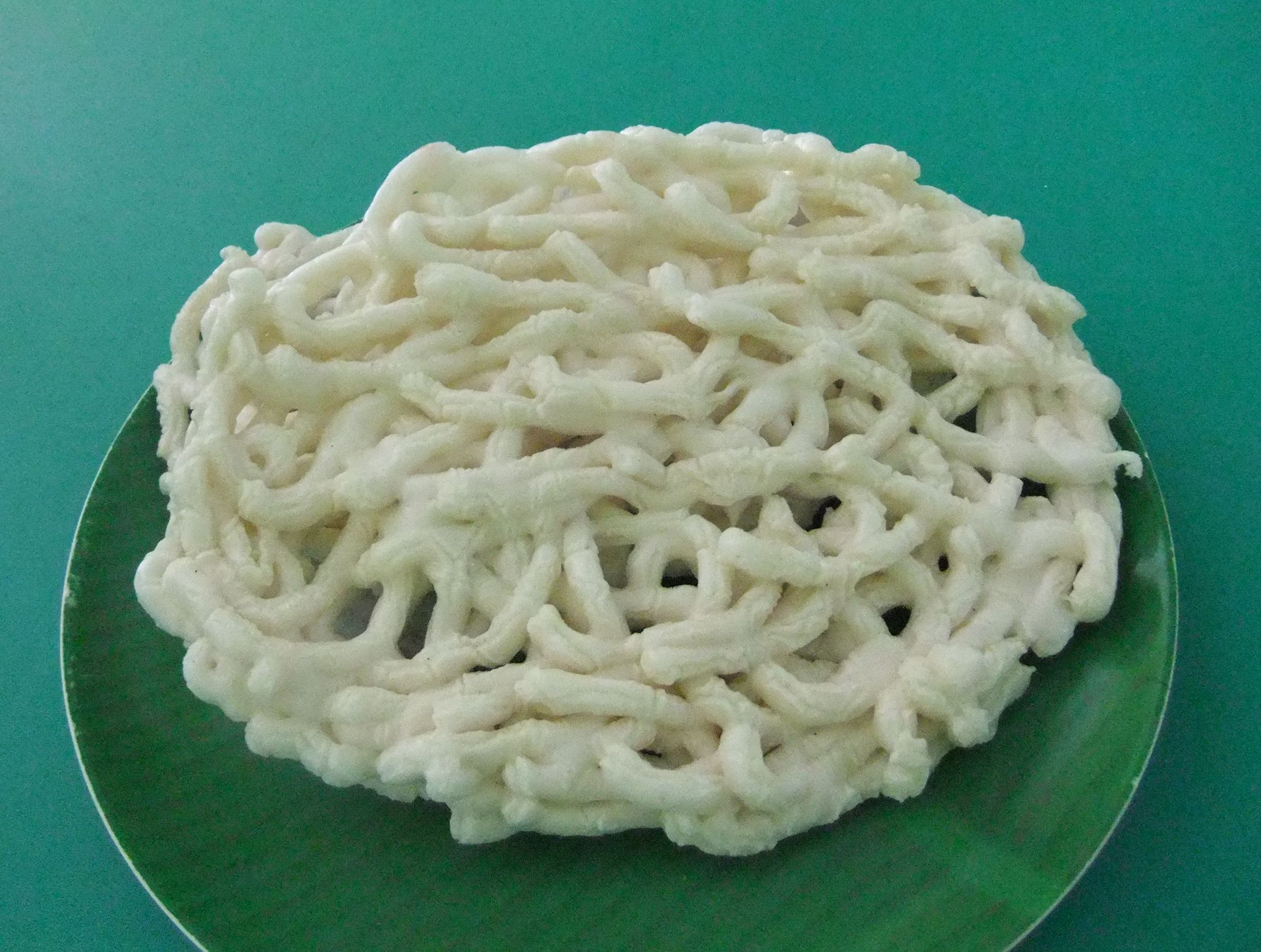
Krupuk de poisson.
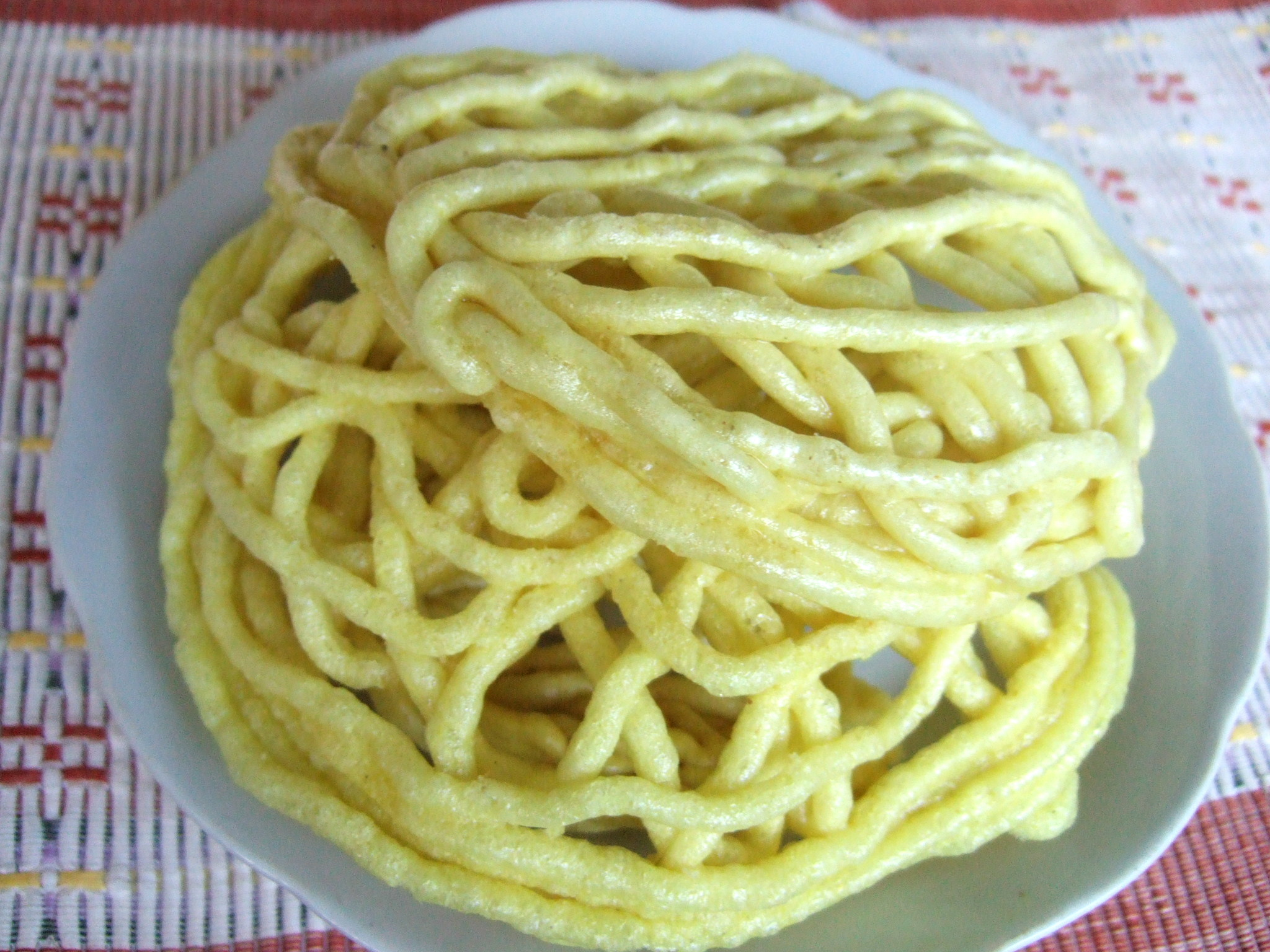
Krupuk de nouilles.

## Préparation
Les krupuk sont fabriquées en mixant des crevettes (par exemple) avec de la farine de tapioca et de l'eau pour en faire des boules qui sont ensuite cuites à la vapeur, puis débitées en des tranches qui sont mises à sécher. La plupart des grands producteurs internationaux ajoutent également de la gélatine de porc dans leur recette, notamment pour les krupuk aux crevettes.
Quand on veut les préparer, les tranches séchées sont jetées dans de l'huile bouillante. En quelques secondes, les bulles d'air emprisonnées dans les tranches flexibles se dilatent et les petites chips semi-transparentes se changent alors en gros crackers blancs, un peu à la manière du popcorn.
Il vaut mieux les consommer dans les heures qui suivent, car les krupuk laissées à l'air libre ramollissent plus ou moins vite selon le taux d'humidité de l'air (degré d'hygrométrie). Ce ramollissement peut être ralenti en conservant les krupuk dans un environnement sec ou dans un récipient hermétique à l'air.
Il est possible d'acheter des paquets de chips non frites dans les magasins et épiceries exotiques spécialisés dans la cuisine asiatique, voire dans certaines grandes surfaces.
La plupart des variétés de krupuk peuvent également être préparées dans un four à micro-ondes, où elles se dilateront encore plus rapidement que dans une friteuse mais sans devenir aussi huileuses et grasses.